# Боровица (Псковская область)
Боровица (или Боровицы) — деревня в Усвятском районе Псковской области России. Входит в состав Усвятской волости.

## География
Находится на юге региона, в северной части района, в 18 км к северу от райцентра Усвяты и в 6 км к юго-востоку от бывшего волостного центра Стеревнево.
у реки .
Уличная сеть не развита.

## История
С января 1995 до апреля 2015 года деревня входила в состав ныне упразднённой Калошинской волости.

## Население
| 2001 | 2002 | 2010 |
| ---- | ---- | ---- |
| 70   | ↘48  | ↗49  |

Численность населения деревни по оценке на начало 2001 года составляла 70 жителей.

## Инфраструктура
Личное подсобное хозяйство.

## Транспорт
Просёлочная дорога.